# Montebuono
Montebuono ist eine italienische Gemeinde mit 801 Einwohnern (Stand 31. Dezember 2023) in der Provinz Rieti in der Region Latium.

## Geographie
Montebuono liegt 71 km nördlich von Rom, 39 km westlich von Rieti und 34 km südlich von Terni in der Hügellandschaft der Bassa Sabina oberhalb des Tibertals. Zur Gemeinde gehören die Ortsteile Fianello und Sant’Andrea. Das Gemeindegebiet erstreckt sich über eine Höhendifferenz von 74 bis 673 m s.l.m. Montebuono ist Mitglied der Comunità Montana Sabina IV Zona.
Die Gemeinde befindet sich in der Erdbebenzone 3 (wenig gefährdet). Die Nachbarorte sind Calvi dell’Umbria (TR), Collevecchio, Magliano Sabina, Tarano und Torri in Sabina.

## Verkehr
Die nächste Autobahnauffahrt ist Magliano Sabina an der A1 Autostrada del Sole in 16 km. Der nächste Bahnhof liegt in Stimigliano an der Bahnstrecke Florenz–Rom in 13 km Entfernung.

## Bevölkerungsentwicklung
| Jahr      | 1861 | 1881 | 1901 | 1921 | 1936 | 1951 | 1971 | 1991 | 2001 |
| --------- | ---- | ---- | ---- | ---- | ---- | ---- | ---- | ---- | ---- |
| Einwohner | 1144 | 1387 | 1551 | 1585 | 1655 | 1642 | 1041 | 899  | 913  |

Quelle: ISTAT

## Politik
Claudio Antonelli (Lista Civica: Insieme Nel Futuro) wurde am 5. Oktober 2020 als neuer Bürgermeister bestätigt.

## Partnerstadt
- Piégut-Pluviers in Périgord

## Sehenswürdigkeiten
- Die romanische Kirche San Pietro ad Centum Muros außerhalb des Ortes im Norden geht auf eine römische Villa zurück. Sie besitzt im Inneren einen bedeutenden Freskenzyklus mit Darstellungen von Ereignissen der Heilsgeschichte in einem zweischiffigen Raum. Der Glockenturm hat ein oberes Geschoß von Monoforienfenstern zwischen zwei Konsolenreihen. Er wurde gekürzt, damit er nicht umstürzte.
- Die ebenfalls romanische Kapelle San Benedetto entstammt dem 14. Jahrhundert. Sie war am 13. April 1944 Schauplatz der Erschießung von acht geflohenen alliierten Kriegsgefangenen durch deutsche Soldaten.
- Fianello Sabino, ein mittelalterliches Dorf mit Castello Orsini und romanischer Kirche Santa Maria Assunta, wurde 1817 eingemeindet.